# بوب براون (صحفي)
بوب براون (بالإنجليزية: Bob Brown)‏ هو محرر وصحفي أمريكي، ولد في 1930، وتوفي في 8 يونيو 1984.